# Малкольм, Норман
Норман Малкольм (11 июня 1911 — 4 августа 1990) — американский философ.

## Биография
Малкольм родился в Селдене, штат Канзас. Он изучал философию у О. К. Боусма в университете штата Небраска, затем поступил в аспирантуру Гарвардского университета в 1933 году. В Кембриджском университете в 1938-9 он познакомился с Д. Э. Муром и Людвигом Витгенштейном. Малкольм посещал лекции Витгенштейна о философских основах математики в течение 1939 года и оставался одним из ближайших друзей Витгенштейна. Мемуары Малколма о времени, проведенном с Витгенштейном, опубликованные в 1958 году, широко известны как один из самых увлекательных и точных портретов выдающейся личности Витгенштейна.
После службы в ВМС США с 1942 по 1945 год Малкольм со своей женой Леонидой и их сыном Рэймондом Чарльзом Малкольмом снова проживали в Кембридже в 1946-47 годах. Он часто встречался с Витгенштейном в это время, и после они продолжали часто переписываться. В 1947 году Малкольм поступил на факультет Корнелльского университета, где преподавал до самой пенсии. В 1949 году Витгенштейн был гостем у Малкольмов в Итаке, Нью-Йорк. В этом году Малкольм представил О. К. Боусма Витгенштейну. Боусма оставался близким другом Витгенштейна до самой его смерти в 1951 году.
В 1959 году была опубликована его книга «Сновидения», в которой он подробно остановился на вопросе Витгенштейна о том, действительно ли люди, которые рассказывают сны, имели эти ощущения, когда спали, или им просто так кажется при пробуждении. Эта работа была также ответом на Медитации Декарта.
Помимо этого он известен распространением мнения, что философия здравого смысла и философия обыденного языка одинаковы. В целом он поддерживал теорию познания и уверенности Мура, хотя он считал, что стиль и метод аргументации Мура неэффективны. Его критика статей Мура о скептицизме (а также аргумент Мура «Вот рука») закладывает основу для возобновления интереса к философии здравого смысла и философии обыденного языка.
Малкольм был также защитником модальной версии онтологического аргумента. В 1960 году он утверждал, что аргумент, первоначально представленный Ансельмом Кентерберийским во второй главе его Proslogion, был просто худшей версией аргумента, выдвинутого в третьей главе. Его аргумент похож на аргументы Чарльза Хартсхорна и Алвина Плантинга. Малкольм утверждал, что Бог не может существовать как простая случайность, а существует по необходимости прежде всего. Он утверждал, что если Бог существует случайно, то его существование подчинено ряду условий, которые превосходят Бога, что противоречит определению у Ансельма Бога как превосходящего все мыслимое.

## Публикации
- Людвиг Витгенштейн: Воспоминания
- Мур и обыденный язык
- Витгенштейн: Религиозный взгляд?
- Ничто не скрыто: Критика Витгенштейна его ранней мысли
- Проблемы сознания: От Декарта до Витгенштейна
- Знание и Уверенность
- Память и Сознание
- Сновидения

и др.